# Teleny, or The Reverse of the Medal
Teleny, or The Reverse of the Medal. A Physiological Romance of To-Day est un roman érotique publié anonymement à Londres en 1893 et dont l'auteur demeure à ce jour inconnu. 
Le nom d'Oscar Wilde est associé, sans preuve aucune, à cette œuvre.

## Histoire de l'ouvrage

### Résumé de l'intrigue
Le roman se déroule à Paris à la fin du XIXe siècle, dans une ambiance fin de siècle, et dévoile la nature et la complexité de la relation amoureuse entretenue entre deux personnages, Camille des Grieux et René Teleny. Le nom du premier protagoniste fait bien entendu penser au personnage de Manon Lescaut (1731).

### Contexte éditorial
Publié en 2 volumes à 200 exemplaires dans un premier temps, à Londres en 1893, sous la marque de collection « Cosmopoli » : cette démarche clandestine cache la maison d'édition Erotika Biblion Society (en) dirigée par Leonard Smithers et Harry Sidney Nichols (en) : il est vendu uniquement par correspondance. 
Par la suite, le texte est, entre autres, attribué à Oscar Wilde et Alfred Douglas, mais aucune preuve n'a jamais été apportée pour confirmer cette hypothèse, y compris parmi les plus récentes études de spécialistes.
Sous le titre Teleny : étude physiologique, il est traduit très tardivement en français à Paris, en 1934, par le biais de l'éditeur Charles Hirsch, qui était en effet un proche de Wilde : c'est lui, qui, entre autres, tenta de lui faire attribuer bien après sa mort, ce qui était pratique étant donnés la condamnation, puis l'exil subis par l'auteur. Il affirme dans cette édition avoir travaillé « la version française d'après un manuscrit en sa possession ». Il fut édité par souscription et réservé aux membres du Ganymede Club à Paris.
En 1958, il est republié en anglais par The Olympia Press à Paris dans sa version originale : l'éditeur Maurice Girodias ne laisse pas entendre que Wilde en est assurément l'auteur. L'édition londonienne de 1966 paraît dans une version caviardée de ses passages les plus crus. 
En 1976, l'historien Jacques Barbary de Langlade (1923-1999) préface la réédition en français pour Régine Deforges de la traduction de Hirsch : spécialiste reconnu de Wilde, il se refuse à le nommer comme étant l'auteur de façon certaine ; il émet en revanche l'hypothèse d'un travail en société, à plusieurs mains, opéré dans un cercle proche de Wilde.
La première édition disponible en librairie sur le sol britannique paraît en 1986 à Londres chez Gay Men's Press (en), en une version intégrale : le livre aura donc attendu près d'un siècle avant de sortir du placard. Son éditeur, John McRae, reprend l'hypothèse de Langlade.
En effet, longtemps qualifié de pornographique par les censeurs, les autorités de police aussi bien britanniques que françaises, ce roman érotique parle explicitement de l'homosexualité, et voit le jour sous l'époque de Victoria, et dans un climat d'hypocrisie, de répression et décadentiste.
À la fois dans le domaine anglais et ce registre, il n'est pas le premier : The Sins of the Cities of the Plain (en), récit anonyme publié à Londres en 1881 par William Lazenby (en), renvoyait au tribadisme et à la prostitution masculine, et là encore, Hirsch l'attribua sur le tard à Wilde.